# Seyran Ateş

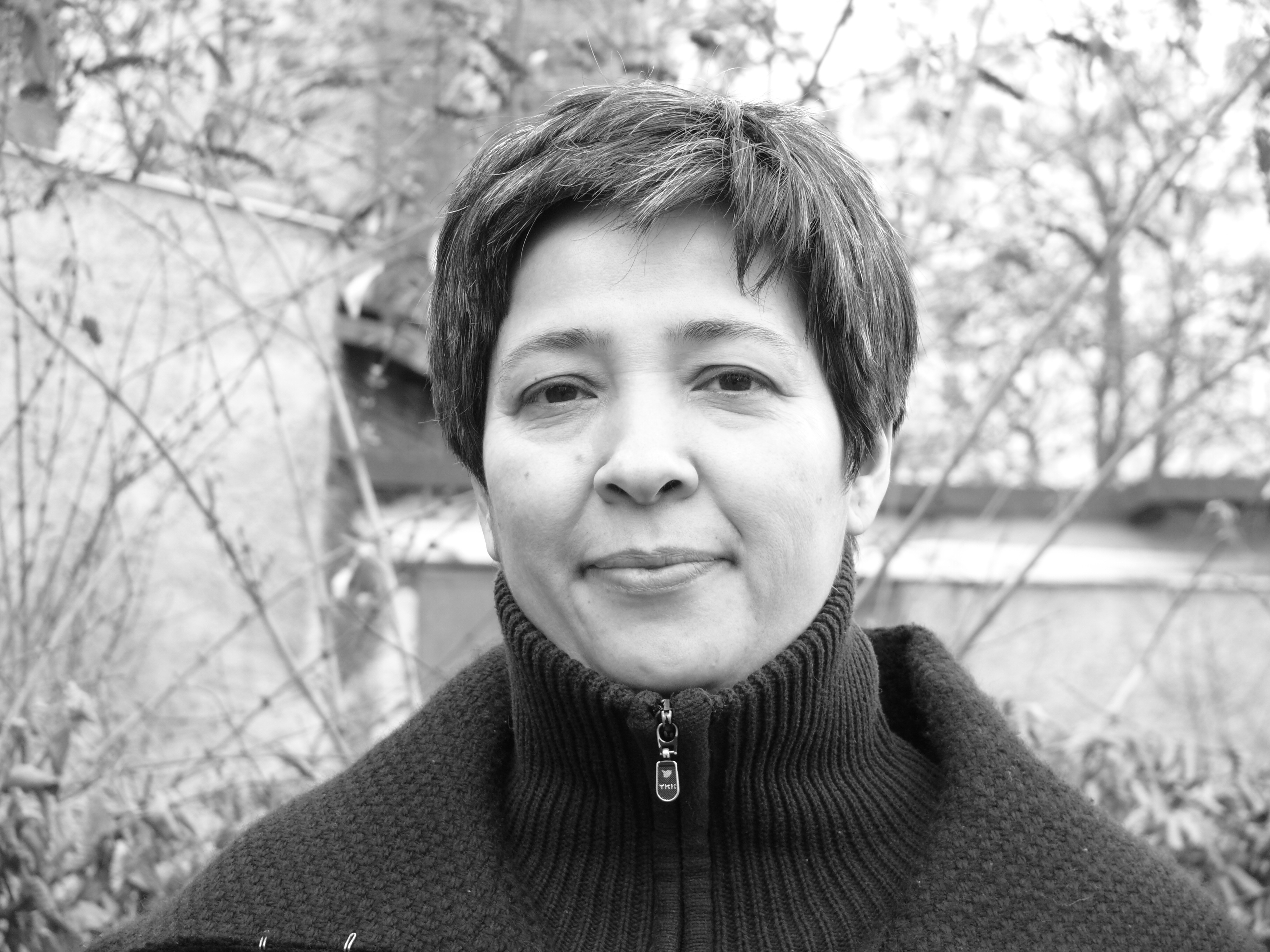
Seyran Ateş

Seyran Ateş (Istanboel, 20 april 1963) is een Duitse advocate en moslimfeministe. Ze richtte in 2017 de Ibn Ruschd-Goethe-moskee op, als de eerste liberale gebedsplaats van Duitsland voor moslims. Ateş, een burgerrechtenactiviste, is vooral bekend omdat ze gelijke rechten eist voor moslimvrouwen en -meisjes, opvattingen waarvoor ze verplicht politiebescherming nodig heeft.

## Vroege leven
Ze werd geboren in Istanbul, Turkije, en heeft een Turkse moeder en een Koerdische vader. Haar familie verhuisde naar West-Berlijn toen ze zes jaar oud was, als onderdeel van een immigratiegolf van Turken naar Duitsland. Ze blonk uit op school, maar voelde zich onderdrukt door de culturele verwachtingen binnen haar familie en immigrantengemeenschap. Ze verliet het huis op 17-jarige leeftijd om een gearrangeerd huwelijk te voorkomen en studeerde rechten aan de Vrije Universiteit van Berlijn.

## Carrière
Tijdens haar werk in een vrouwencentrum in 1984 werd ze in de nek geschoten door een Turkse nationalist ("zijn exacte motieven onduidelijk", zelfs een generatie later, volgens de New York Times). De cliënt die ze begeleidde werd gedood door de aanvaller, en Ates besloot tijdens haar lange herstelperiode zich nog meer in te zetten om vrouwen met een Turkse achtergrond te helpen hun rechten in Duitsland te bereiken. Zij is sinds 1997 werkzaam als advocaat, gespecialiseerd in strafrecht en familierecht.
Haar opvattingen, die zeer kritisch zijn over een immigranten-moslimmaatschappij die vaak conservatiever is dan zijn tegenhanger in Turkije, hebben haar in gevaar gebracht. Haar Duitstalige boek, Islam heeft een seksuele revolutie nodig, was gepland voor publicatie in Duitsland in 2009. In een interview in januari 2008 op National Public Radio verklaarde Ateş dat ze ondergedoken was en niet publiekelijk (ook niet voor de rechtbank) namens moslimvrouwen zou werken vanwege de bedreigingen tegen haar. Bij een bepaald incident werden zij en haar cliënt aangevallen door de echtgenoot van een vrouw in een Duits gerechtsgebouw voor toeschouwers die niets deden.
Ateş opende in 2017 de Ibn Ruschd-Goethe-moskee, gevestigd in een kerk. Het is de enige liberale moskee in Duitsland, dat wil zeggen een moskee waar mannen en vrouwen samen bidden en vrouwen de rol van imam op zich kunnen nemen en het gebed leiden. De Turkse religieuze autoriteit en de Egyptische Fatwa-raad van de Al-Azhar Universiteit hebben haar project veroordeeld en ze is met de dood bedreigd. De fatwa omvatte alle huidige en toekomstige liberale moskeeën.
Volgens Ateş komen veel liberale moslims niet naar voren vanwege dreigementen en angst.
In mei 2018 werd ze ambassadeur van de non-profitorganisatie intaktiv e.V., die zich verzet tegen de besnijdenis van mannelijke kinderen.

## Onderscheidingen
In maart 2007 ontving Ates een prijs voor de verdediging van de mensenrechten door haar alma mater.
In oktober 2019 won Ates de Human Rights Award van de Universiteit van Oslo.

## Geselecteerde werken
- Bei Trennung: Tod, in: Robertson-von Trotha, Caroline Y. (ed. ): Tod und Sterben in der Gegenwartsgesellschaft. Eine interdisziplinäre Auseinandersetzung (= Kulturwissenschaft interdisziplinär / Interdisciplinary Studies on Culture and Society, Vol. 3), Baden-Baden 2008
- Große Reise ins Feuer: Die Geschichte einer deutschen Türkin, Reinbek bei Hamburg 2006
- Individualität: Ich sein oder Ich haben?, in: Flensburger Hefte, Nr. 87, Flensburg 2005